# Camillo Rusconi
Camillo Rusconi (Milão, 14 de julho de 1658 – Roma, 8 de dezembro de 1728) foi um escultor italiano do barroco tardio.

## Biografia

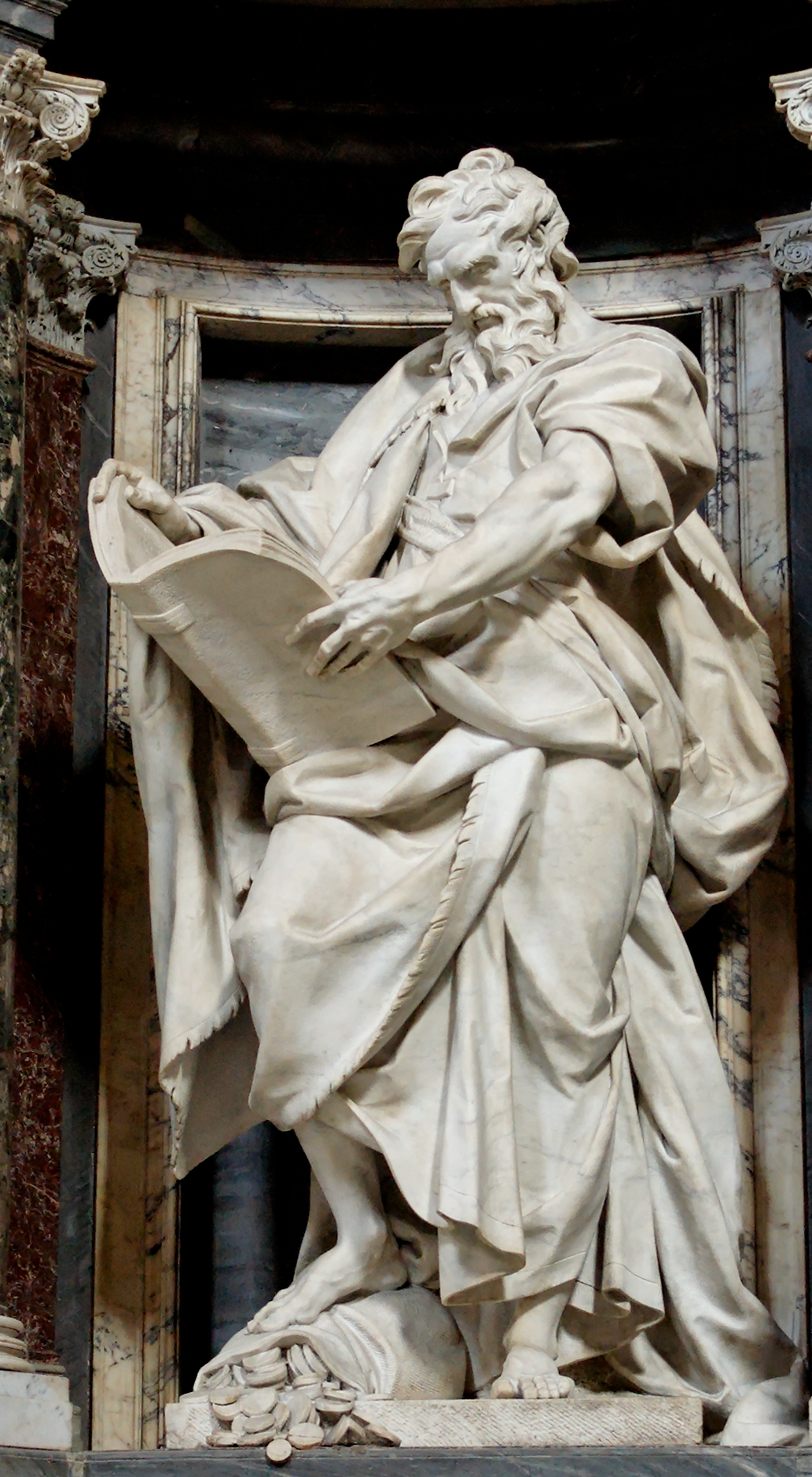
São Mateus, em São João de Latrão.

Inicialmente formado com Giuseppe Rusnati em sua cidade natal, por volta de 1685 se mudou para Roma, estudando com Ercole Ferrata. O talento de Rusconi atraiu encomendas, por exemplo, de estátuas alegóricas em estuque representando as quatro virtudes (prudência, justiça, temperança e fortaleza) para a Capela Ludovisi na Igreja de Santo Inácio de Loyola. Em seguida, trabalhou ao lado de Pierre Le Gros, o Jovem, esculpindo anjos para o altar de Santo Inácio na Igreja de Jesus.
As obras-primas de Rusconi são os quatro apóstolos (Mateus, Tiago Maior, André e João), concluídos entre 1708 e 1718 para os nichos da Basílica de São João de Latrão. Este conjunto era parte do maior projeto escultórico na Roma de sua época, onde participaram outros escultores notáveis, elaborando estátuas de outros apóstolos. O Papa Clemente XI havia estabelecido uma comissão para selecionar os artistas, que incluiu Carlo Fontana e Carlo Maratta.
Outros trabalhos seus incluem decoração arquitetônica das igrejas de São Silvestre em Capite, São Salvador em Lauro, e para a Igreja de Santa Maria em Vallicella. Ele também completou o túmulo do Papa Gregório XIII  para a Basílica de São Pedro, o túmulo de Bartolomeu Corsino em São João de Latrão, e o do príncipe Alexandre Sobieski na Igreja de Nossa Senhora da Conceição dos capuchinhos. Ele também completou o retrato de Giulia Albani degli Olivieri, a tia de Clemente XI, atualmente no Kunsthistorisches Museum, em Viena. Entre seus alunos estavam Pietro Bracci, Giovanni Battista Maini e Filippo della Valle. Em 1727, foi nomeado príncipe da Accademia di San Luca.